# 오키쿠와 세계
"오키쿠와 세계"(일본어: せかいのおきく)는 2023년 개봉한 일본의 시대극 영화이다. 사카모토 준지가 감독과 각본을 맡았다. 19세기 에도 시대를 배경으로 한 세 남녀의 청춘 로맨스를 다루고 있다.

## 출연

### 주연
- 쿠로키 하루 : 마츠무라 키쿠(오키쿠) 역
- 칸이치로 : 츄지 역
- 이케마츠 소스케 : 야스케 역

### 조연
- 마키 쿠로우도 : 코준 스님 역
- 사토 코이치 : 마츠무라 겐베 역
- 이시바시 렌지 : 마고시치 역